# Marius Plateau
Pour les articles homonymes, voir Plateau.
Marius Plateau, né le 8 juillet 1886 à Paris et assassiné le 22 janvier 1923 dans la même ville, est un ingénieur, sergent lors de la Première Guerre mondiale, cité à l'ordre de l'armée et militant royaliste français, à l'origine de la fédération des Camelots du roi en 1908.

## Biographie

### Engagement royaliste
Marius Plateau commence à vendre régulièrement la Revue d'Action française chaque dimanche aux portes des églises au printemps 1908, quelques semaines après l’apparition du journal quotidien.
Marius Plateau participe à la deuxième affaire Thalamas (les Camelots tentent d'arrêter un cours sur la « pédagogie pratique de l'enseignement de l'histoire » à la Sorbonne estimé insultant par l'Action française en agressant le professeur), ce qui lui vaut d'être arrêté le 10 février 1909 dans l’escalier des locaux de l’Action française situés alors au 3, chaussée d’Antin. Il s’exclame alors : « Merci ! Cela me mettra au cœur un peu plus de haine pour votre République ». Il est condamné à deux mois de prison.
En octobre 1909, Marius Plateau est nommé secrétaire général du Comité des Camelots du Roi. Il est présent dans les équipes de Camelots du Roi auprès des familles ouvrières lors de la crue de la Seine de 1910[réf. nécessaire]. En 1911, il est arrêté une seconde fois à la suite d'une manifestation contre le président Fallières pendant la fête nationale. Organisateur de nombreuses manifestations, il permet la création de la Fédération nationale des Camelots du Roi, qui regroupe tous les groupes de Camelots de France, et obtient le vote du Parlement de la Fête de Jeanne d’Arc[réf. nécessaire]. Il devient secrétaire général des Camelots du Roi en 1908 jusqu'à sa mort.

### Grande Guerre
Devenu sergent pendant la Première Guerre mondiale, il reçoit une citation à l'ordre de l'armée, pour son courage exemplaire :

« Vaillant sous-officier, le 20 septembre 1914, à l'attaque de la position de Port-Fontenoy, tous les officiers de la compagnie étant tombés, a fait irruption sur un glacis battu par des feux de mitrailleuses d'une extrême violence, pour faire diversion et attirer sur lui l'attention de l'ennemi. A enlevé ses hommes par son commandement énergique et entraînant, les enthousiasmant par son ardeur. A été grièvement blessé, après avoir donné à tous le plus bel exemple d'héroïsme et d'abnégation. »

Il sort de la Première Guerre mondiale affaibli, mutilé et à moitié sourd,.

### Assassinat
Devenu secrétaire de la Ligue d'Action française, Marius Plateau est assassiné par balles au siège de la Ligue le 22 janvier 1923 par la jeune anarchiste Germaine Berton. Celle-ci avait d'abord tenté d'abattre un membre plus influent du mouvement comme Léon Daudet ou Charles Maurras, mais Plateau est tué à leur place. Son assistant Ernest Berger se précipite pour le soutenir dans ses bras tandis qu'il est mortellement touché par les coups de feu tirés par Germaine Berton.
Elle déclare lors de son procès : « Je considérais Daudet et Maurras, comme responsables de l'occupation de la Ruhr. ». L'événement suscite de nombreuses polémiques. L'amant de Germaine Berton et anarchiste connu, Armand Gohary, est retrouvé suicidé peu après, le 8 février 1923, le jour même où il suggère des pistes durant l'enquête. Joseph Dumas, haut policier mêlé à l'enquête, est également retrouvé mort. Des supputations sur l'implication des services de police sont faites.
Selon Le Populaire (journal de la SFIO) : « La violence et le meurtre ont frappé la maison [l'Action française] où l'appel à la violence est quotidien et où l'on glorifie l'assassinat politique » (quelques jours auparavant, une personne était morte à la suite d'une émeute des Camelots du Roi). Dans L'Action française, Robert Havard de La Montagne répond le lendemain que « certains actes de violence sont nécessaires et nobles ».
Des surréalistes tels Louis Aragon prennent position en faveur de Germaine Berton, la félicitant pour cette action directe qui s'attaquait, à leurs yeux, à la vieille garde nationaliste et réactionnaire qu'ils dénonçaient, notamment, en la personne de Maurice Barrès. Germaine Berton est acquittée quelques mois plus tard.

### Obsèques
À l'occasion de l'enterrement de Marius Plateau, le sculpteur et futur dirigeant des Camelots du roi Maxime Real del Sarte réalise un Monument à Marius Plateau au cimetière de Vaugirard. Une immense foule de plusieurs dizaines de milliers de personnes se presse à l’enterrement à l’église Saint-Pierre-du-Gros-Caillou jusqu’au cimetière de Vaugirard avec notamment Maurice Barrès et Henry de Montherlant. L'assassinat crée un élan de solidarité dont bénéficie l'Action française[réf. nécessaire] et Jacques Maritain écrit alors à Charles Maurras : « L'idée des dangers que vous courez, rend encore plus cher au cœur de tous ceux qui aiment[pas clair] la France et l'intelligence ».

## Hommages
Charles Maurras dénonce le meurtre de Marius Plateau dans La Lettre à Schrameck adressé au ministre de l'Intérieur Abraham Schrameck et au préfet de police de Paris Alfred Morain le 9 juin 1925 dans L'Action française.
En 1930, des membres de l'Action française fondent l'Association Marius Plateau, regroupant des anciens combattants de l'AF et qui fut présidée jusqu'à son décès en 2013 par Guy Steinbach, doyen des Camelots du Roi.